# Süsü keselyűk
A Süsü keselyűk (eredeti cím: Dastardly and Muttley in Their Flying Machines) amerikai televíziós rajzfilmsorozat, amelyet William Hanna és Joseph Barbera rendezett. A Hanna-Barbera Productions cég készítette, a sorozatot Amerikában a CBS sugározta 1969. szeptember 13-ától. A sorozatot vasárnap délelőttönként vetítették 1971 szeptemberéig. Magyarországon több tévécsatorna is műsorára tűzte, elsőként az 1980-as évek közepén lehetett látni néhány epizódot a Magyar Televízión. Majd a TV2 tűzte műsorra 2001. március 18. és 2001. május 13. között hétvégente a Cartoon Network blokkban, a Cartoon Network és a Boomerang 2005-ben kezdte el vetíteni magyarul (korábban angolul ment rajtuk), DVD-n 2006 februárjában jelent meg.
Az epizódokban a négy tagból álló Süsü Keselyűk Repülőszázad első világháborús repülőgépeivel próbál elfogni egy titkos üzenetet vivő postagalambot. A csapat két főszereplője, Gézengúz Guszti és Mardel a Flúgos futam című rajzfilmsorozatban szerepeltek, mint gonosztevők, és népszerűségük miatt kaptak külön sorozatot.

## Szereplők
| Szereplő        | Eredeti hang  | Magyar hang      | Magyar hang     | Leírás |
| Szereplő        | Eredeti hang  | MTV (1973)       | TV2 (2001)      | Leírás |
| --------------- | ------------- | ---------------- | --------------- | --- |
| Gézengúz Guszti | Paul Winchell | Velenczey István | Kassai Károly   | Angol neve Dick Dastardly. A Süsü Keselyűk Repülőszázad (Vulture Squadron) vezetője. Lila kabátot és vörös repülősapkát visel, bajsza is van. Ha a repülőgépek karamboloznak, gyakran ő zuhan csak le. Csapattársaival általában kiabál. Soha nem tudja elkapni a galambot. |
| Mardel          | Don Messick   | Farkas Antal     | Gesztesi Károly | Angol neve Muttley. Beszélő kutya, másodpilóta. Csak keveset beszél, és amikor valami balszerencse éri, érthetetlenül morog magában. Jellegzetes a visszafojtott (asztmás fulladozásra emlékeztető), kárörvendő kuncogása. Mardel képes a farkát helikopter-rotorként használva repülni, ezzel sokszor meg is menti a repülőszázadot. Bármit megtesz a parancsnoki kitüntetésért. |
| Lakli           | Don Messick   | Pathó István     | Forgács Gábor   | Angol neve Zilly. A repülőszázad gyáva, de viszonylag képzett pilótája. Ő a csapat egyetlen tagja, aki érti, amit Dagi mond. Hatalmas, sárga kabátot visel, melyben gyakran megpróbál elbújni, illetve olykor észrevétlenül kibújni belőle. |
| Dagi            | Don Messick   | Harkányi Endre   | Szokol Péter    | Angol neve Klunk. A csapat tömzsi repülőgép-tervezője és -építője, pilóta. Minden részben új, furcsa galambfogó szerkezetekkel ellátott repülőgépet épít, de a gépek használatát nem tudja elmagyarázni, mert Tourette-szindrómában szenved, ezért a beszéde mindig füttyökkel, vakkantásokkal teli. A betegségre jellemzően az arca is néha rángatózik.                          |
| Postagalamb     | Don Messick   | saját hangján    | saját hangján   | Angol neve Yankee Doodle Pigeon. Hazafias amerikai galamb. A táskáján kívül egy kürtöt is visel, amin indulót szokott fújni magának, ha legyőzi üldözőit. |
| Tábornok        | Paul Winchell | Horváth Pál      | Lázár Sándor    | Gézengúz Guszti felettese. A képernyőn csak a keze látható, parancsait telefonon adja Gusztinak. Az erőszakos, recsegő hangon beszélő tábornok képes Gusztit bárhol felhívni, a telefonok minden magyarázat nélkül feltűnhetnek a repülőgépen vagy akár zuhanás közben is. |
| Narrátor        | Don Messick   | Rátonyi Róbert   | Kautzky Armand  | |

## Epizódok
| Évad | Évad | Epizódok | Eredeti sugárzás     | Eredeti sugárzás | Magyar sugárzás   | Magyar sugárzás |
| Évad | Évad | Epizódok | Évadpremier          | Évadfinálé       | Évadpremier       | Évadfinálé      |
| ---- | ---- | -------- | -------------------- | ---------------- | ----------------- | --------------- |
|      | 1    | 17 (51)  | 1969. szeptember 13. | 1970. január 3.  | 2001. március 18. | 2001. május 13. |

### 1. évad
| #  | Eredeti cím                    | Magyar cím                     | Eredeti premier      | Magyar premier (TV2) |
| -- | ------------------------------ | ------------------------------ | -------------------- | -------------------- |
| 1  | Fur Out Furlough               | Távoli katonai eltávozás       | 1969. szeptember 13. | 2001. március 18.    |
| 1  | Muttley On The Bounty          | Mardel a Bounty fedélzetén     | 1969. szeptember 13. | 2001. március 18.    |
| 1  | Sappy Birthday                 | Dolgos születésnap             | 1969. szeptember 13. | 2001. március 18.    |
| 2  | Follow That Feather            | Égi csőrjárat                  | 1969. szeptember 20. | 2001. március 24.    |
| 2  | What’s New Old Bean            | Abraka-babra                   | 1969. szeptember 20. | 2001. március 24.    |
| 2  | Operation Anvil                | Az üllő hadművelet             | 1969. szeptember 20. | 2001. március 24.    |
| 3  | Sky Hi-IQ                      | Alkalmassági vizsga            | 1969. szeptember 27. | 2001. március 25.    |
| 3  | The Marvelous Muttdini         | Mardellini, a szabadulóművész  | 1969. szeptember 27. | 2001. március 25.    |
| 3  | A Plain Shortage Of Planes     | Vészes repülőgéphiány          | 1969. szeptember 27. | 2001. március 25.    |
| 4  | Barnstormers                   | Viharfelhők                    | 1969. október 4.     | 2001. március 31.    |
| 4  | The Bad Actor                  | Mardel, a csapnivaló csepűrágó | 1969. október 4.     | 2001. március 31.    |
| 4  | Shape Up Or Ship Out           | Elúszott remények              | 1969. október 4.     | 2001. március 31.    |
| 5  | Stop That Pigeon               | Megállj, galamb!               | 1969. október 11.    | 2001. április 1.     |
| 5  | The Big Topper                 | Mardel, a nagy légtornász      | 1969. október 11.    | 2001. április 1.     |
| 5  | Zilly’s A Dilly                | Lakli, a merész                | 1969. október 11.    | 2001. április 1.     |
| 6  | The Cuckoo Patrol              | A kakukk őrjárat               | 1969. október 18.    | 2001. április 7.     |
| 6  | The Masked Muttley             | Az álarcos Mardel              | 1969. október 18.    | 2001. április 7.     |
| 6  | Pest Pilots                    | A tesztpilóta                  | 1969. október 18.    | 2001. április 7.     |
| 7  | The Swiss Yelps                | Svájci kirándulás              | 1969. október 25.    | 2001. április 8.     |
| 7  | Eagle-Beagle                   | Sas vadászat                   | 1969. október 25.    | 2001. április 8.     |
| 7  | Movie Stuntman                 | Mardel, a kaszkadőr            | 1969. október 25.    | 2001. április 8.     |
| 8  | Fly By Knights                 | A levegő lovagjai              | 1969. november 1.    | 2001. április 14.    |
| 8  | There’s No Fool Like a Re-Fuel | Ha fogyóban az üzemanyag       | 1969. november 1.    | 2001. április 14.    |
| 8  | Coonskin Caper                 | Indián földeken                | 1969. november 1.    | 2001. április 14.    |
| 9  | Movies Are Badder Than Ever    | Fergeteges filmforgatás        | 1969. november 8.    | 2001. április 15.    |
| 9  | Home Sweet Homing Pigeon       | Az utolsó galambvadászat       | 1969. november 8.    | 2001. április 15.    |
| 9  | Aquanuts                       | Kincsvadászat                  | 1969. november 8.    | 2001. április 15.    |
| 10 | Lens A Hand                    | Itt repül a kismadár           | 1969. november 15.   | 2001. április 21.    |
| 10 | Vacation Trip Trap             | Vacak vakáció                  | 1969. november 15.   | 2001. április 21.    |
| 10 | Leonardo De Muttley            | Leonardo De Mardel             | 1969. november 15.   | 2001. április 21.    |
| 11 | Stop Which Pigeon?             | Kettős szereposztás            | 1969. november 22.   | 2001. április 22.    |
| 11 | Ceiling Zero Zero              | Az X-edik madárkaland          | 1969. november 22.   | 2001. április 22.    |
| 11 | Start Your Engines             | Motorokat beindítani           | 1969. november 22.   | 2001. április 22.    |
| 12 | Who’s Who?                     | Ki kicsoda?                    | 1969. november 29.   | 2001. április 28.    |
| 12 | Operation Birdbrain            | Madárelme hadművelet           | 1969. november 29.   | 2001. április 28.    |
| 12 | Ship Ahooey                    | A nagy úszóverseny             | 1969. november 29.   | 2001. április 28.    |
| 13 | Medal Muddle                   | Medál mizéria                  | 1969. december 6.    | 2001. április 29.    |
| 13 | Go South Young Pigeon          | Irány dél, ha itt a tél        | 1969. december 6.    | 2001. április 29.    |
| 13 | Admiral Bird Dog               | Mardel admirális, a sarkkutató | 1969. december 6.    | 2001. április 29.    |
| 14 | Too Many Kooks                 | Ötletből is megárt a sokk      | 1969. december 13.   | 2001. május 5.       |
| 14 | Ice See You                    | Magasságos jég                 | 1969. december 13.   | 2001. május 5.       |
| 14 | Professor Muttley              | Mardel professzor              | 1969. december 13.   | 2001. május 5.       |
| 15 | Balmy Swami                    | Ócska jósda                    | 1969. december 20.   | 2001. május 6.       |
| 15 | Camouflage Hop-Aroo            | Álcát törünk fölötte           | 1969. december 20.   | 2001. május 6.       |
| 15 | Wild Mutt Muttley              | Mardel, a legvadabb vadeb      | 1969. december 20.   | 2001. május 6.       |
| 16 | Have Plane Will Travel         | Galambvadászat a világ körül   | 1969. december 27.   | 2001. május 12.      |
| 16 | Windy Windmill                 | Szeles szélmalom               | 1969. december 27.   | 2001. május 12.      |
| 16 | Astromutt                      | Az űreb                        | 1969. december 27.   | 2001. május 12.      |
| 17 | Plane Talk                     | Biztonsági repülés             | 1970. január 3.      | 2001. május 13.      |
| 17 | Happy Bird Day                 | Boldog születésnapot!          | 1970. január 3.      | 2001. május 13.      |
| 17 | Super Muttley                  | Szuper Mardel                  | 1970. január 3.      | 2001. május 13.      |

## Érdekességek
- Az eredeti sorozatban mindössze két színész adja a szereplők hangját. Gusztit és a tábornokot Paul Winchell játssza, a többiek hangját Don Messick adja.
- A teljes sorozat alatt a repülőszázad 182 repülőt, 3 hőlégballont, 1 hajót, 1 benzinkutat, 1 csirkeólat és 1 vonatot pusztít el.
- Dagi vegetáriánus.
- Mardelnek április 16-án van a születésnapja.
- Gézengúz Guszti nem tud úszni.
- A magyar nyelvű cím ihlette Süsü, a híres egyfejű sárkány nevét.[1]
- A Flúgos Futam című sorozatból a járművüket látni lehet néhány epizódban a hangár mellett.
- A magyar változatban Kautzky Armand a narrátor.
- Az Irigy Hónaljmirigy Snassz Vegas! című albumán kiadott, Rum a tejbe című Ganxsta Zolee és a Kartel-paródiaszám úgy szerepelt a lemezen, mint a Gézengúz Guszti és a Mardel produkciója.[2]